# Szláv nyelvek
A szláv nyelvek a szláv népcsoportok egymással közeli kapcsolatban álló nyelvei. Kelet-Európa, Közép-Európa és a Balkán nagy részén, valamint Észak-Ázsiában beszélik őket. Az indoeurópai nyelvcsalád részét képezik. A szláv nyelvek között vannak vitatott státuszú dialektusok is. Ezek beszélői gyakorta nem önálló szláv népek. A területi elhelyezkedésből adódóan egy-egy nyelvnek némely dialektusa önállósodott, de beszélői megőrizték az adott néphez való kötődésüket főleg identitás szempontjából.

## Földrajzi eloszlás és osztályozás
Forrás: http://www.ethnologue.com/show_family.asp?subid=292-16

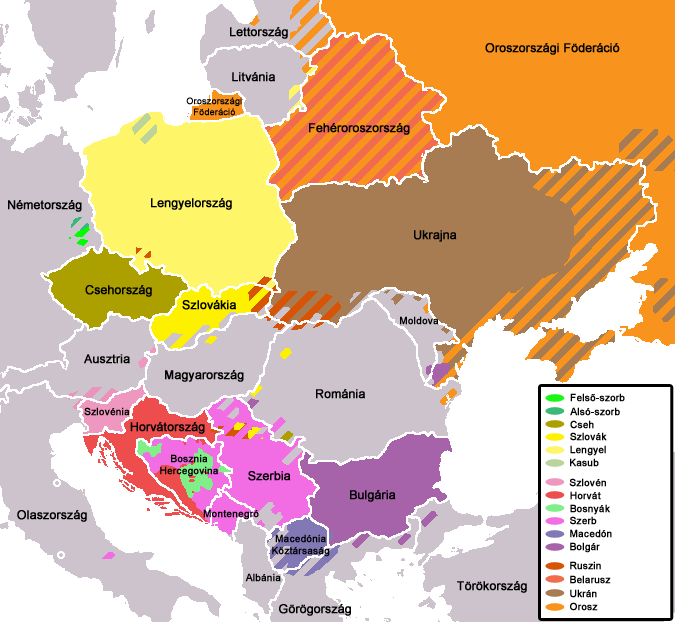
A szláv nyelvek európai eloszlásának térképe

A nyelvészek a szláv nyelveket három fő ágra osztják, ezeken belül további ágaik is vannak:
- Nyugati szláv nyelvek
  - Csehszlovák nyelvek
    - Cseh
    - Morva – vitatott
    - Szlovák
    - Knaani vagy judeoszláv – kihalt

  - Lechita nyelvek
    - Lengyel
    - Poláb – kihalt
    - Szorb (más néven vend)
      - Felső-szorb
      - Alsó-szorb (vagy lausitzi)

    - Pomerániai nyelvek
      - Kasub
      - Szlovinci – kihalt
- Délszláv nyelvek:
  - Nyugati alcsoport
    - Szlovén
      - Vend – a legnagyobb és egyben önállósult dialektusa a szlovénnak, külön irodalmi nyelvvel és széles körű irodalommal
      - Réziai – szintén önállósult, elszigetelt nyelvjárás, beszélőinek száma rendkívül alacsony

    - Horvát
      - Kajkavica nyelv – századokon át a régi horvát állam adminisztratív és irodalmi nyelve volt
      - Čakavica nyelv – a nyugati régióban beszélt variáns, szintén van irodalmi nyelv és külön irodalma
      - Štokavica nyelv – a mostani horvát irodalmi nyelv štokavi alapú, amelynek motivációja az „egységes délszláv nemzet” megteremtése volt, ugyanis a štokavi nyelv áll legközelebb a szerbhez
      - Gradistyei nyelv – a horvát legtávolabbi variánsa, amelynek mostani formája a három másik horvát nyelvből ötvöződik. A 16. században a Nyugat-Magyarországra és Ausztriába menekülő horvát alkottak maguknak saját nyelvet

    - Bosnyák
    - Montenegrói
    - Szerb
A szerb, horvát, montenegrói és bosnyák korábban egy csoportot képeztek, és a szlavisták gyakran ma is egy nyelvként említik őket (szerbhorvát nyelv ill. szerb-horvát-bosnyák-montenegrói nyelvek).
Lásd még: Különbségek a horvát, a szerb és a bosnyák nyelv között.
    - Bunyevác nyelv-vitatott

  - Keleti alcsoport
    - Bolgár
    - Macedón
A nyelvészet álláspontja szerint a bolgár és a macedón diarendszert képeznek.
    - Egyházi ószláv – kihalt
Az egyházi ószláv nyelv a legrégebbi írott szláv nyelv, amelyből később kialakult az egyházi szláv nyelv.
- Keleti szláv nyelvek
  - Ukrán
  - Orosz
  - Belarusz
  - Ruszin
  - Vajdasági Ruszin       -Önállósult nyelv
  - Lemkó nyelv – vitatott

A szláv nyelveknek ez a felosztása nem veszi figyelembe az egyes nyelvek beszélt nyelvjárásait. A különböző nyelvek közt léteznek ún. átmeneti nyelvjárások és keveréknyelvek, melyek áthidalják a különbségeket, és olyan hasonlóságokat mutatnak, amelyek a hivatalos nyelvjárások összehasonlításakor nem észrevehetőek (lásd például a torlaki nyelvjárást).
A különböző szláv nyelvek közt elég eltérés van ahhoz, hogy nehezen értsék meg egymást a különböző nyelvű beszélők. Az egyes nyelveken belüli nyelvjárások közti eltérések lehetnek kisebbek (mint például az orosznál) vagy nagyobbak (például a szlovénnál). A modern tömegtájékoztatási eszközök azonban sokat segítettek a szláv nyelvek különbségeinek kiegyenlítésében. A történelem során hasonló szerepet töltöttek be az egyházi szláv nyelvek.
Egyes tudósok feltevései szerint létezett egy északi szláv nyelvcsoport is, ennek maradványa az ó-novgorodi nyelvjárás. Az „északi szláv” kifejezést néha használják együttesen a keleti és nyugati szláv nyelvekre, hogy megkülönböztessék őket a délszláv nyelvektől.
Létezik egy Slovio nevű mesterséges nyelv is, mely a szláv nyelveken alapul, és arra hivatott, hogy megkönnyítse a kommunikációt azok közt, akik legalább egy szláv nyelvet értenek.

## Történetük

### A szláv nyelvek közös gyökerei
A szláv nyelvek mind a protoszláv (ősszláv) nyelvből alakultak ki. Egyes történeti nyelvészeti feltételezések szerint a protoszláv a „proto-balti-szláv” nyelvből fejlődött ki, ami a balti nyelvek ősének, a proto-balti nyelvnek is az őse. Eszerint az elmélet szerint az őshaza valahol a mai Litvánia körüli területeken feküdt, nem sokkal azután, hogy az indoeurópai nyelvcsalád több különböző nyelvre oszlott (az i. e. 4. évezred vége körül). A szláv és balti nyelvekben legalább 289 közös szó van, ami ebből a feltételezett nyelvből származhat. Egyes nyelvészek szerint a protoszláv és protobalti nyelvek elválása az i. e. 1. évezred elején történhetett.
Más nyelvészek szerint a szláv nyelvek túlságosan eltérnek a szomszédos balti nyelvektől (litván, lett és a kihalt óporosz). A balti nyelvek beszélői egykor sokkal nagyobb területen éltek a Balti-tenger partvidékén és attól délre. A 6. század körül a szláv nyelvet beszélők kezdtek elterjedni, és nagy területeket foglaltak el a baltikumi (balti) törzsek által lakott vidékekből. (És ugyanebben az időben Görögországból is.) Az első feljegyzés arról, hogy szláv nyelveket beszélők balti területeket foglaltak el, 997-ből származik, Prágai Adalberttől. Az elméletet támogató nyelvészek szerint a balti és szláv nyelvek közti nyelvtani és szókincsbeli hasonlóságok annak tudhatóak be, hogy a szlávok a baltiak által lakott területekre költöztek és sokáig közelségben éltek egymással.
Nyelvészek egy kisebb, a geolingvisztikában hívő csoportja úgy tartja, a szláv nyelvek a Balkánon őshonosak.

### A szláv nyelvek különbségeinek kialakulása
A nyelvészek szerint a szlávok még a 10–12. században is gyakorlatilag egy nyelvet beszéltek, bár több nyelvjárás létezett.
A nyelvészek szerint a nyelvek elválása amiatt következett be, hogy a szlávok egyre nagyobb területet foglaltak el – Közép-Európában nagyobb területet, mint ma. A 9., 10. és 11. században íródott feljegyzések már mutatnak regionális eltéréseket, a Freising-kéziratokban például olyan nyelv szerepel, melyben megfigyelhetőek a szlovén nyelvjárások jellegzetességei (például a rotacizmus és a krilatec szó).
A mostani nyelvjárások közül vannak olyanok amelyek olyan nagyfokú önállóságot mutatnak, hogy szinte önálló nyelvi normák lehetnének már. A délszláv nyelvek között ilyen a réziai, a bánáti bolgár, a vend. Ezek nyelvként való számbavételét gyakorta a nacionalizmus és a nemzetek megosztásától való félelem is akadályozza.

### A déli és nyugati szlávok elválása
A szláv nyelvűek által elfoglalt terület egyre növekedett a szlávok balkáni területre történő migrációjával, ami a Keletrómai Birodalom hanyatlásának idején következett be, az ezeken a területeken beszélt nyelvek (például a görög) azonban fennmaradtak. A magyarok megérkezése a Kárpát-medencébe elválasztotta egymástól a déli és nyugati szláv területeket. A frank hódítások fejezték be a két nyelvcsoport elszigetelését, elválasztva az alsó-ausztriai szlávokat és a morvákat a mai Stájerország, Karintia és Kelet-Tirol területén élőktől, a mai szlovének őseitől.

### Szláv népesség idegen uralom alatt
A szláv nyelvek használatát és elterjedését a politikai helyzet is befolyásolta. Történelmük során több szláv nyelvű nép is élt idegen uralom alatt hosszabb-rövidebb ideig. Az oroszokat a mongolok hajtották igába, a balkáni területeket, Bulgáriát és Szerbiát az Oszmán Birodalom uralta, a cseheket pedig Ausztria olvasztotta magába, .  A szláv népesség legnagyobb kiterjedésű területe, amely a középkorban magába foglalta a ma német többségű Burgenlandot és Pomerániát is, a német Drang nach Osten során egyre csökkent.
A cseh és szlovák nyelvek, melyek eredetileg nagyon közel álltak egymáshoz, akkor váltak el igazán, amikor Csehország német, a mai Szlovákia területe pedig magyar uralom alatt állt. Ugyanez az elválás jellemzi a szlovén és horvát nyelvet, melyek ma észrevehetően elkülönülnek egymástól, bár egyes nyelvjárások átmenetet képeznek köztük. A szlovén nyelv esetében a vend nevezetű változatánál is hasonló folyamat ment végbe. Bár a történelem során sokan úgy próbálták nyelvi normáját igazolni, hogy nem áll összefüggésben a szlovénnal, ma azonban sokan úgy állnak ki a nyelvi jellege mellett, hogy a szlovén származéka. Hasonló eset áll fenn a réziai nyelv esetében is. A horvátok Ausztriába, Nyugat-Magyarországra (Burgenland), illetve Olaszországba kivándorló csoportjaiknak szintén alakult saját nyelvük (gradistyei nyelv, molizei nyelvjárás). A bolgárok közül a bánáti bolgár nyelvnek van hivatalosan elismert nyelvi normája, de ugyanakkor létezik egy besszarábiai bolgár nyelvi norma is.
A lengyelek birodalma a 18. századra lehanyatlott, majd területét felosztották egymás közt a nagyhatalmak, és Lengyelország csak a 20. században nyerte el újra önállóságát. Egyes szláv népcsoportoknak (például a szlovéneknek) a 20. század előtt egyáltalán nem nyílt lehetősége saját nemzetállamuk felállítására. Több szláv csoport régóta más népek – akár más szláv népek – hatása alatt él; az ukránok és belaruszok előbb lengyel, majd egészen a legutóbbi időkig orosz uralom alatt álltak, a szorbok és a kasubok pedig a mai napig kisebbségként élnek németek, illetve lengyelek között.
Bár politikai hatalom gyakran nem állt a rendelkezésükre, a szláv nyelveket beszélők nagy alkalmazkodóképességről tettek tanúbizonyságot, gyakran saját kultúrájukra formálták az uralkodó réteget, például Bulgáriában, ahol a kora középkori bolgár-török uralkodók elszlávosodtak. A Dubrovniki Köztársaságban a horvát lett az egyik hivatalos nyelv a dalmát és a latin mellett. A Balkán még az oszmán uralom alatt is nagyrészt szláv maradt, leszámítva Görögországot, valamint az albán és román területeket.
Még sajátosabb a montenegrói és macedón nyelv, amelyet voltaképp politikai akaratból választottak szét. A macedónokat tulajdonképpen csak kultúrája és genetikai vonásai különböztetik meg a bolgároktól, nyelvük és a bolgár nyelv között a különbség minimum 1%. Nyilvánvalóan politikai okokból választották el őket a bolgároktól, különösképpen a macedóniai szerb uralom idején. Belgrád úgy akarta megtartani a területet, hogy a macedónok számára megalkotta a makedón-macedón azonosság elméletét, amely szerint az itteni szláv Nagy Sándor makedónjainak utódai. Ennek jegyében saját nyelvet is alkottak maguknak a macedónok.
Montenegró, bár századokon át független állam volt (a törököknek ezt a délszláv államot nem sikerült teljesen leigázniuk), de népe mindvégig szerbnek tekintette magát. Ismeretes, hogy ugyan a montenegrói iskolákban az itteni nyelvváltozatot oktatták, melyet szerb nyelvnek jelöltek meg, de szerbiai nyelvészek szerint ha ez az állapot így marad, akkor a montenegrói és a szerb még jobban elválik egymástól, s ténylegesen is kialakul a montenegrói nyelv. A nyelv fogalma már megszületett a 19. században, de támogatóinak tábora legfőképp akkor nőtt meg, miután az ország függetlenné vált Szerbiától, s ennek jegyében a szerbektől való megkülönböztetés végett kinyilvánították, hogy az állam hivatalos nyelve a montenegrói.

## Egyházi szláv nyelv
Az egyházi szláv nyelv az egyházi ószlávból alakult ki, az eredeti szókincs jelentős része óorosz szavakkal és más regionális alakokkal helyettesült. Az orosz ortodox egyház és a szerb ortodox egyház ma is ezt használja liturgikus nyelvként. Bár beszélt nyelvként nem használt, irodalmi használata néha előfordul. Csehországban például fennmaradt egy egyházi szláv nyelven írt mise, amelyet többen meg is zenésítettek. Leginkább a Janáček által megzenésített változata ismert (Glagolita mise).

## Szláv hatások más nyelvekben
A román és magyar nyelvben felmérhető a szomszédos szláv népek hatása, különösen egyes foglalkozásokkal és a földműveléssel kapcsolatos szókincsben  – ezek voltak a legnagyobb kulturális fejlemények, amikor a nyelvek kapcsolatba kerültek egymással.
Annak ellenére, hogy történelmük jelentős részét töltötték közel egymáshoz, a német nyelv nem mutat fontosabb szláv hatásokat. Egy közismert kivétel a határt jelentő német Grenze szó (hollandul: grens), mely a szláv *granĭca szóból ered.

## ISO 639 és SIL kódok listája
A szláv nyelvek rövidítései az informatikában és bibliográfiákban:
ISO 639-1 kódok: belarusz – be, ukrán – uk, orosz – ru, lengyel – pl, cseh – cs, knaani – czk, szlovák – sk, szlovén – sl, horvát – hr, bosnyák – bs, szerb – sr, szerbhorvát – sh, macedón – mk, bolgár – bg, egyházi szláv – cu.

ISO 639-2 és SIL kódok: belarusz – bel, ukrán – ukr, orosz – rus, szorb nyelv – wen, alsó-szorb – dsb, felső-szorb – hsb, lengyel – pol, kasub – csb, cseh – cze (ISO 639-2 B) ces (ISO 639-2 T és SIL), szlovák – slo (ISO 639-2 B) slk (ISO 639-2 T és SIL), szlovén – slv, horvát – hrv, bosnyák – bos, szerb – srp, szerbhorvát – scr/scc (SIL: src), macedón – mkd, bolgár – bul, egyházi szláv – chu. (Az ISO 639-2 a sla jelölést használja a szláv nyelvekre általában véve, valamint a ruszin, poláb és knaani nyelvre, míg a SIL szerint ezek rövidítése: ruszin – rue, poláb – pox, knaani – czk.)